# Ludwik Patalas
Ludwik Patalas (ur. 4 sierpnia 1897 w Gnieźnie, zm. 6 października 1923 w Pucku) – porucznik pilot Wojska Polskiego, kawaler Orderu Virtuti Militari.

## Życiorys
Syn Teofila i Katarzyny z domu Szczuraszek. Ukończył 8-letnią szkołę ludową, a potem 3-letnią szkołę rzemieślniczą w Kilonii. Po wybuchu I wojny światowej został 7 listopada 1916 roku wcielony do armii Cesarstwa Niemieckiego. Otrzymał przydział do 86 pułku fizylierów i walczył na froncie zachodnim do 6 listopada 1917 roku.
12 listopada 1917 roku został skierowany na szkolenie lotnicze w Grudziądzu, a następnie do szkół artyleryjskich w Elblągu i Bydgoszczy. Powrócił na front i walczył jako pilot od 2 października 1918 roku. Został zdemobilizowany 13 stycznia 1919 roku i wyjechał do Poznania, gdzie mieszkała jego najbliższa rodzina.
25 czerwca 1919 roku wstąpił do Wojska Polskiego i otrzymał przydział do stacji lotniczej Poznań-Ławica, 13 grudnia otrzymał kolejny przydział i służył w I Grupie Lotniczej w Wilnie.
19 stycznia 1920 roku został przeniesiony do 2 Wielkopolskiej eskadry lotniczej, w składzie której walczył podczas wojny polsko-bolszewickiej. W marcu 2 Wielkopolska eskadra lotnicza została przeformowana na 13 eskadrę myśliwską. 19 marca Ludwik Patalas stoczył walkę powietrzną nad własnym lotniskiem z samolotem nieprzyjaciela. Był to myśliwiec Nieuport pilotowany przez G. S. Sapożnikowa. Polski pilot zgłosił zestrzelenie samolotu nieprzyjaciela, jednak radziecki pilot zdołał powrócić na własne lotnisko lekko uszkodzonym samolotem. 22 marca Patalas wykonał pierwszy lot bojowy 13 eskadry nad terenem nieprzyjaciela. Walczył na Froncie Litewsko-Białoruskim, brał udział w Bitwie Warszawskiej. Wyróżnił się odwagą podczas walk w rejonie Radzymina, Nasielska, Pułtuska, Ciechanowa i Płocka. Z powodu strat wśród sprzętu i załóg pod koniec lipca załoga złożona z sierż. Ludwika Patalasa i sierż. Władysława Filipiaka była jedną z dwóch wykonujących loty bojowe w 13 eskadrze. 19 sierpnia 1920 roku, podczas ataków z niskiej wysokości na oddziały Armii Czerwonej jego samolot został uszkodzony, pilot zdołał wylądować w okolicach Płocka na terenach zajętych przez polską armię.
Po zakończeniu działań wojennych został dyslokowany ze swą jednostką do Bydgoszczy. 14 czerwca 1921 roku otrzymał przydział do 12 eskadry wywiadowczej 1 pułku lotniczego, w 1923 roku został przeniesiony do 2 pułku lotniczego. Tu otrzymał przydział do lotnictwa morskiego i służył w morskim dywizjonie lotniczym.
6 października 1923 roku podczas lotu nad Zatoką Pucką pilotowana przez niego łódź latająca Macchi M.9 uległa katastrofie. W toku śledztwa ustalono, że samolot na wysokości ok. 1000 metrów wpadł w płaski korkociąg, z którego nie udało się pilotowi wyprowadzić maszyny. W katastrofie zginął również kpt. obs. Wiktor Karczewski.
Ludwik Patalas został pochowany na cmentarzu garnizonowym w Poznaniu (kwatera 1, rząd B, miejsce 10).
Nie założył rodziny.

## Ordery i odznaczenia
Za swą służbę otrzymał odznaczenia:
- Krzyż Srebrny Orderu Wojskowego Virtuti Militari nr 8073 – 27 lipca 1922[11][10]
- Krzyż Walecznych – dwukrotnie
- Polowa Odznaka Pilota – pośmiertnie 11 listopada 1928 „za loty bojowe nad nieprzyjacielem w czasie wojny 1918-1920”[12]
- włoska Odznaka Pilota